# 玉山寶光聖堂

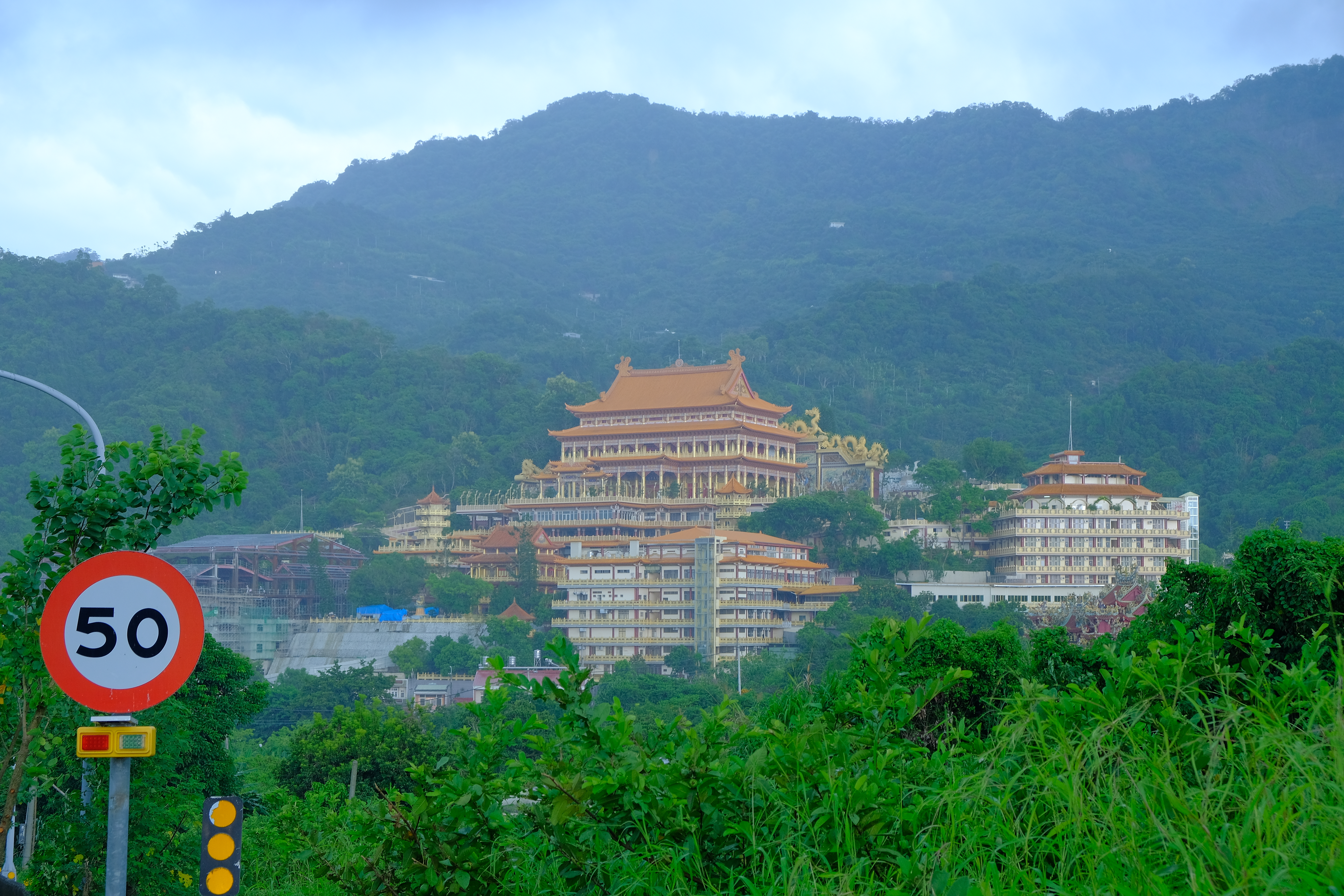
遠景

玉山寶光聖堂位於臺灣臺南市南化區，為一貫道集會場所，又稱寶光寺，隸屬於寶光組。與位於柳營區的佛山觀音巖是臺南的兩大一貫道重鎮。起源於1973年周姓信徒獻地大約3公頃，後其他陸續購置，在1976年完成啟用。寶光聖堂名字源自於大陸傳道寶光組線，地名為玉山村，所以取名「玉山寶光」。在1997年3月獲選為「新南瀛八景十勝」之一，後來又被選為南瀛百景之一。
清明節春季大典、農曆7月中旬「張天然誕辰」，最為重要。寶光聖堂入口大停場可看到五百多年的茄苳神木還有香客大樓，最顯著應算是九龍壁浮雕。

## 外部連結
- 玉山寶光聖堂 （页面存档备份，存于）